# Train à hydrogène

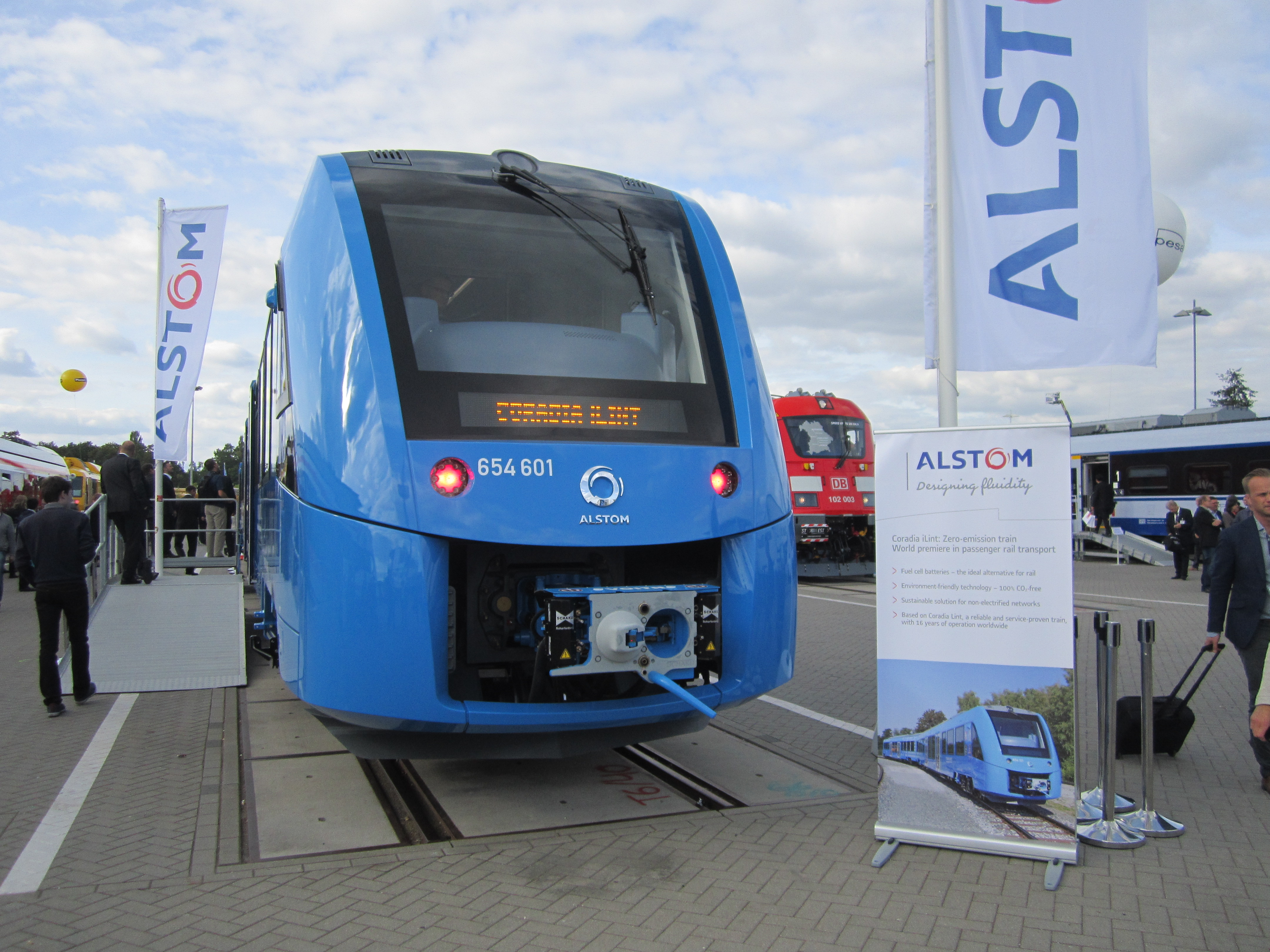
Avant du train Alstom Coradia iLint roulant en Allemagne (en 2018) et qui pourrait être testé en France, ici présenté à l’InnoTrans 2016.

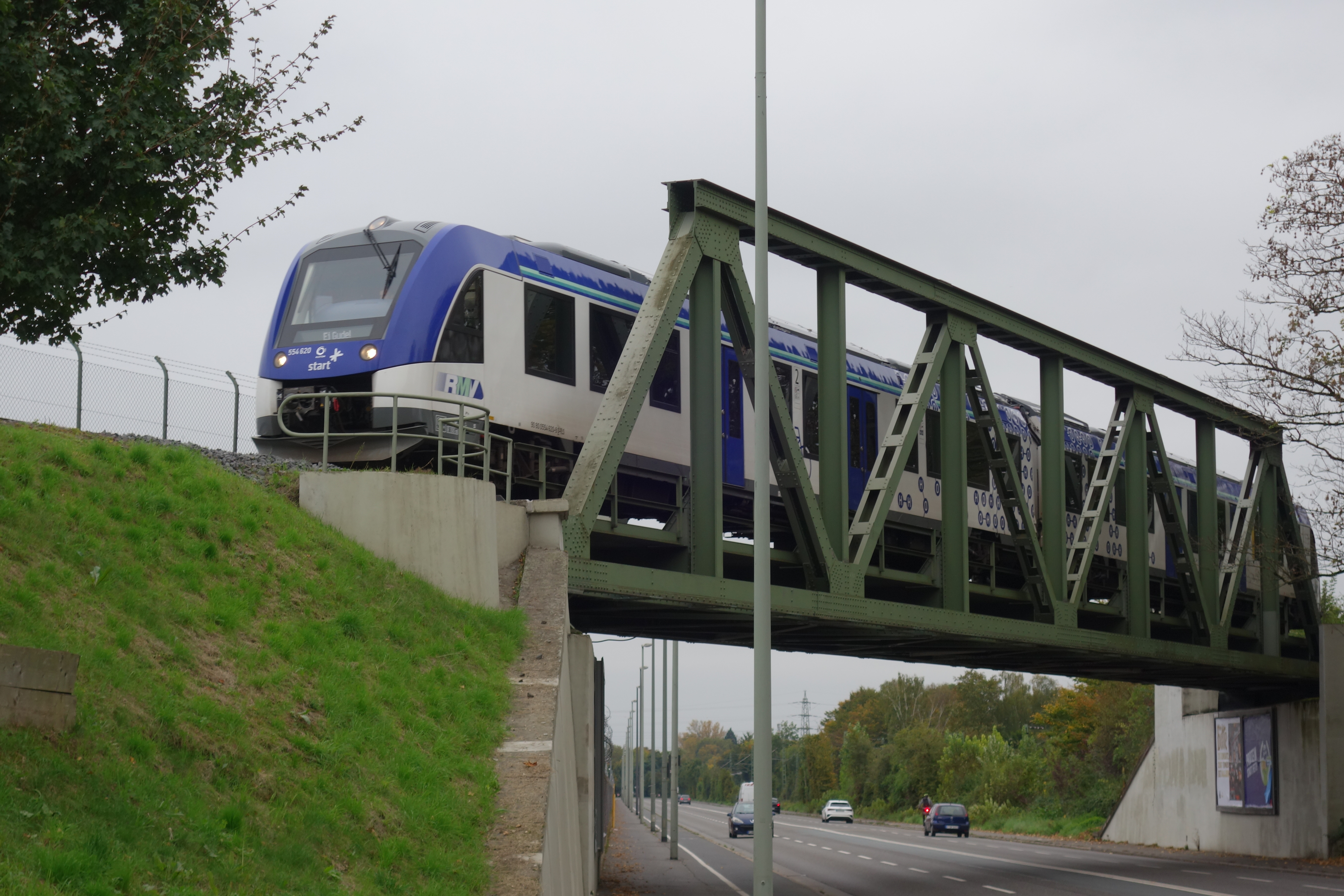
Rame automotrice iLint en route vers la station-service à hydrogène dans le parc industriel Höchst

Le train à hydrogène (ou Hydrail) est le nom générique des trains dont la motorisation repose sur l’hydrogène (qui peut être utilisé comme combustible, ou en le faisant réagir à de l’oxygène dans une pile à hydrogène) pour produire de l’électricité alimentant des moteurs électriques. L'hydrogène peut être utilisé dans ces cas comme source unique d’énergie électrique et/ou mécanique, comme source auxiliaire ou les deux.
L'utilisation de l'hydrogène comme carburant pour le transport ferroviaire s’inscrit dans le domaine émergent de l’économie de l'hydrogène,,,,,.
Les premiers trains à hydrogène sont en réalité souvent des véhicules hybrides dotés de moyens embarqués de stockage d'énergie renouvelable (batteries ou supercondensateurs se rechargeant lors du freinage régénératif qui en améliorent l'efficacité énergétique, tout en réduisant le volume nécessaire d'hydrogène à stocker dans le train, par rapport à une approche qui serait 100 % hydrogène).
Le 24 aout 2022, la première connexion ferroviaire desservie complètement par des trains à hydrogène a été inaugurée en Allemagne.

## Applications potentielles
L'hydrogène peut alimenter tous les types de transport ferroviaire : train de banlieue ; train de voyageurs; transport de marchandise ; métro léger ; transport en commun rapide ; chemins de fer miniers (aériens ou souterrains) et autres réseaux privés ou étatiques de voies ferrées industrielles ; tramways ou encore petits trains spéciaux de découverte de parcs, musées, aires naturelles etc.

## Vocabulaire
- Le mot « hydrail » (combinant le mot hydrogène et le mot rail) est surtout utilisé par les anglophones. Il semble avoir été mentionné pour la première fois le 22 août 2003 dans une présentation invitée, au Volpe Center (un centre de recherche dédié aux transports, basé à Cambridge dans le Massachusetts), par Stan Thompson (prospectiviste et planificateur stratégique de la société américaine de télécommunications AT&T) lors d'un exposé intitulé Mooresville Hydrail Initiative[8]. 
Cependant, selon les auteurs Stan Thompson et Jim Bowman, le terme a été imprimé pour la première fois le 17 février 2004 dans le Journal international de l'hydrogène (International Journal of Hydrogen Energy comme « mot-clé » pour les moteurs de recherche permettant aux chercheurs et aux techniciens du secteur du rail et/ou de l'hydrogène de faire connaitre et trouver plus facilement les travaux de cette discipline émergente, dans le monde entier[9].

- hydrolley est un néologisme (pour « hydrogen trolley ») désignant un tramway utilisant l’hydrogène comme source d’énergie, inventé à la quatrième conférence internationale Hydrail de Valence (Espagne) en 2008, comme mot clé simplifié pour les moteurs de recherche. Le tramway peut alors se passer de caténaires sur tout ou partie de la ligne, ce qui diminue les couts de construction et d’entretien de la ligne, ainsi que la gêne visuelle et les coûts d’électrification et de maintenance de la voie. « Hydrolley » a été préféré à « hydrail light rail » ou à une autre combinaison pouvant évoquer une électrification externe (janvier 2018).

## Histoire
- En 2002 : une première locomotive minière de 3,6 tonnes, 17 kW, a été développée pour Placer Dome, présentée à Val-d'Or, au Québec[10].
- Depuis 2005, des conférences internationales annuelles « Hydrail » ont été organisées par l'Université d'État des Appalaches et la Chambre de commerce de Mooresville South Iredell, en collaboration avec des universités et d'autres entités. Ces conférences se proposent de réunir des scientifiques, des ingénieurs, des chefs d'entreprise, des experts industriels et des opérateurs travaillant ou utilisant les technologies de l'hydrogène au service du rail, dans le monde entier pour accélérer et amplifier leur déploiement pour des raisons environnementales, climatiques, de sécurité énergétique, mais aussi de développement économique. De 2005 à 2018, ces conférences ont réuni des organismes nationaux, provinciaux et d'État des États-Unis, d'Autriche, du Canada, de Chine, du Danemark, d'Allemagne, de France, d'Italie, du Japon, de Corée, de Russie, de Turquie, du Royaume-Uni, de l'Union européenne et des Nations-Unies (ONUDI-ICHET). À leurs débuts ces rencontres étaient largement dominées par les acteurs et domaines universitaires mais à partir de 2013, un nombre croissant d'entreprises et d'industriels s’y sont rendus[11].
- En 2006 ; Le premier train à hydrogène au monde est mis au point par East Japan Railway Company[12],[11]. 
En octobre 2006, le Railway Technical Research Institute au japon teste un train inter-cité à pile à hydrogène (70 tonnes)[13] ;
- En 2007 (avril), le mini-train à hydrogène du Musée national des sciences et technologie de Taiwan et le partenariat sur les piles à combustible de Taiwan produisent un premier parcours pédagogique sur ce thème[14]. Cette même année, l'Institut japonais de recherche technique des chemins de fer a construit au Japon deux trains de tourisme de 62 tonnes, chacune avec une pile à combustible de 450 kW PEM et une batterie de 150 kW ;
- En 2008, la East Japan Railway Company a testé au Japon dans la région de Nagano, durant une courte période, son NE Train hybride expérimental, équipé de 2 piles à combustible à PEM de 65 kW et d’une batterie lithium-ion 19 kWh (pendant une courte période |date=Janvier 2018 ;
- En 2009, BNSF Railway a dévoilé son projet « Vehicle Projects HH20B », une Locomotive de manœuvre alimentée par des piles à combustible à hydrogène, développée conjointement avec le US Army Corps of Engineers et Vehicle Projects Inc.[15].Il a été rapporté la réalisation de sa première circulation au cours de l'année 2010[11].
- En 2010 : une ligne de train à hydrogène (hydrail) à grande vitesse (357 km/h) est proposée en Indonésie[16]. La liaison ferroviaire (en cours d’étude de faisabilité), relierait plusieurs villes de Java avec un train à sustentation magnétique à hydrogène[17],[18] ;
- en 2011, FEVE et l’Université de Valladolid (CIDAUT) ont lancé le projet de  Tram FC H2 dans les Asturies à l'aide d'un FABIOLOS série 3400 reconverti de la SNCV[19],[11]. Il peut transporter jusqu'à 30 passagers à une vitesse maximale de 20 km/h.
- Dans les années 2010, les piles à hydrogène, ainsi que les équipements de production d’hydrogène ont été testés ou utilisés en routine par divers pays (dont Chine, Allemagne, Japon, Taïwan, Royaume-Uni et États-Unis).

La plupart de ces technologies peuvent (ou pourront) aussi être adaptée et utilisées par d'autres formes de transports (dont les transports routiers ou maritimes,.
- En 2012, le projet de train à l'hydrogène du Danemark prépare un projet de construction du premier train d'Europe alimenté à l'hydrogène et utilisant un moteur à combustion interne[20],[21] ; là, dans le cadre du mini-train  Hydrogen Pioneer Train  de l'Université de Birmingham, un Groupe motopropulseur est aussi mis à l'échelle pour un test de configuration[22],[23],[24]. 
L’Anglo American Platinum (Amplats) en Afrique du Sud et Vehicle Projects Inc. ont lancé à la mine Dishaba 5 locomotives PEMFC Trident nouvelle génération dotées d'un stockage réversible en hydrure métallique (pour des essais)[25],[26] ;
- De 2012 à 2014, le concept d'hydrail est testé en Chine (pile à combustible à membrane échangeuse de protons)[24]. En novembre 2010, l’Université Jiaotong du Sud-ouest avait déjà présenté un premier prototype d’Hydrail[27] ;
- En 2014, les États allemands de Basse-Saxe, de Rhénanie-du-Nord-Westphalie, du Bade-Wurtemberg et les autorités responsables des transports en commun de Hesse signent une lettre d'intention avec Alstom Transport pour des essais avec deux trains Alstom Coradia à pile à combustible avant 2018[28] ;
- En 2015, l'Université de Warwick commence à travailler sur une locomotive à hydrogène. Et Cette même année, le tramway du centre-ville d'Oranjestad à Aruba entre en service; Le Downtown Dubai Trolley Project était aussi annoncé devoir entrer en service autour de Burj Khalifa et du Dubai Mall à Dubaï[29]. En 2015, CSR Sifang Co Ltd. présente son premier tramway de 380 passagers à Qingdao (Chine)[30] ;
- En 2016 CRRC TRC(Tangshan) a mis au point le premier tramway commercial au monde (type hybride à pile à combustible) et a achevé son premier essai (opération de démonstration de tourisme industriel de Nanhu en 2017). 
En septembre 2016, Alstom annonce la sortie de son nouveau train iLint, produit dans son usine de Salzgitter. En novembre 2017, les autorités de transport locales de l'État de Basse-Saxe passent commande de 14 trains iLints. Les essais et la procédure d’homologation par l'Office fédéral des chemins de fer ont débuté fin[31] ;
- En septembre 2017, Alstom propose au Royaume-Uni de tester un train alimenté par une pile à combustible à hydrogène sur la nouvelle ligne construite entre Liverpool et Chester (dès décembre 2018). Alstom installe à Halebank, près de la ligne, un point de collecte d’hydrogène fourni par la proche raffinerie de Stanlow[32] ;
- En 2018, en Allemagne, deux prototypes de trains Alstom Ilint entrent en service commercial dans la région de Buxtehude – Bremervörde – Bremerhaven – Cuxhaven. Le Schleswig-Holstein vise la desserte de 1 100 km de lignes via 60 trains hydrail iLint d'ici 2025[8]. À partir de janvier 2018, ces trains devraient tous être entretenus dans un dépôt de Bremervörde (1er site de ravitaillement en hydrogène pour train). Cet hydrogène devrait être généré sur place grâce aux éoliennes locales[11].
- En septembre 2018, en Allemagne, le premier train de passagers commercial au monde fonctionnant à l'hydrogène, fabriqué par Alstom, entre en service en Basse-Saxe[33],[34].
- En mars 2018, le gouvernement de l'État du Sarawak (Malaisie) a proposé que le système de train léger sur rail de la capitale Kuching soit alimenté par des piles à combustible à hydrogène et qu'il soit achevé avant 2024[35].
- En novembre 2018 le député français Benoît Simian rend un rapport sur le train à hydrogène au gouvernement français qui souhaite déployer des trains à hydrogène en France[34].
- En septembre 2018 première mise en service mondiale d'un train à hydrogène en Basse-Saxe (ligne Cuxhaven, Bremerhaven, Bremervörde - Buxtehude) [36].
- Le 21 mai 2019 Alstom remporte un contrat de 27 trains en Hesse pour desservir la région de Francfort-sur-le-Main [37].
- Le 29 aout 2019 la SNCF annonce qu'elle devrait commander une quinzaine de trains, dont 3 destinés à la Région Occitanie dans le cadre de son programme régional programme "hydrogène vert" [38].
- Le 24 aout 2022 inauguration de dessertes en hydrogène sur les liaisons Cuxhaven - Bremerhaven - Bremervörde - Buxtehude (lignes Bremerhaven–Cuxhaven (de) et Bremerhaven–Buchholz (de)) avec des rames Alstom Coradia[39].

### Premiers trains à hydrogène en Europe
Il s’agit du Coradia iLint (dérivé du Alstom LHB Coradia LINT et présenté le 20 septembre 2016 au salon InnoTrans de Berlin).
Ce train permet d'éviter les émissions de CO2 sur son trajet (et ailleurs si la production de l'hydrogène a été réalisée par un procédé n'en émettant pas). Le groupe thermique est remplacé par une pile à hydrogène alimentant les moteurs de traction électriques au travers d'accumulateurs tampons lithium-ion disposés sous les caisses (alors que les réservoirs de dihydrogène sous pression sont disposés en toiture). La pile à combustible produit de l'électricité en oxydant le dihydrogène par le dioxygène de l'air, une réaction qui ne produit que de l'eau. Les accumulateurs permettent de lisser les appels de puissance des moteurs et se rechargent en phases de freinage.
Il parcourt 100 kilomètres à 140 kilomètres à l'heure, avec une autonomie de 1 000 kilomètres, soit environ un jour. Il est exploité par la société LNVG. Il remplace un parc Diesel polluant, sans qu'on ait eu besoin de coûteusement électrifier les lignes ferroviaires.
En Allemagne, Alstom a enregistré 41 commandes, et l'Italie a signé fin novembre 2020 pour 6 trains avec une option pour 8 supplémentaires. La France signe une commande de 12 trains (soit trois trains dans quatre régions) le 8 avril 2021.
Le marché du train à hydrogène est important : 50 % du réseau ferroviaire européen n'est pas électrifié.

Vues du Coradia iLint
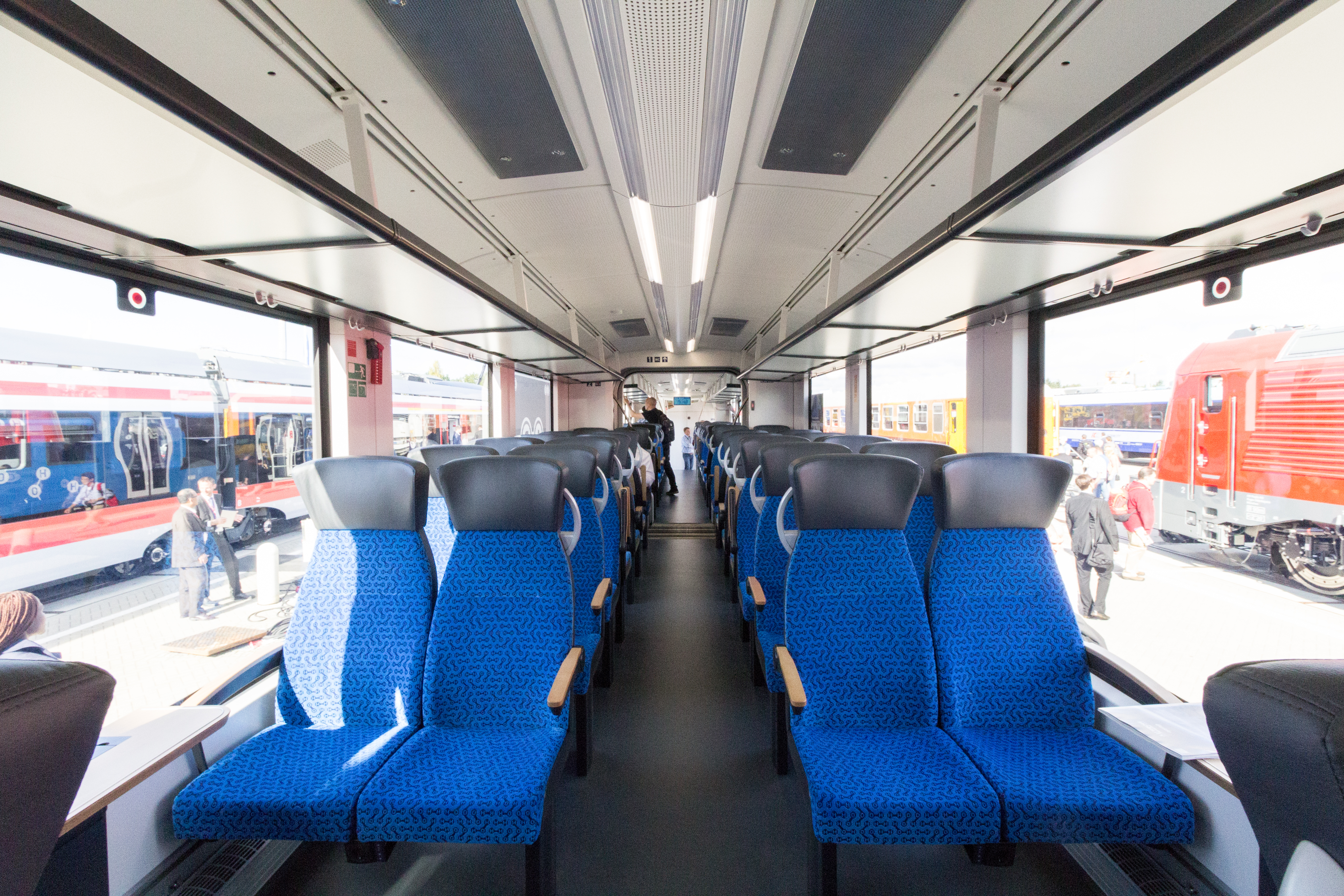
Vue intérieure, sièges.
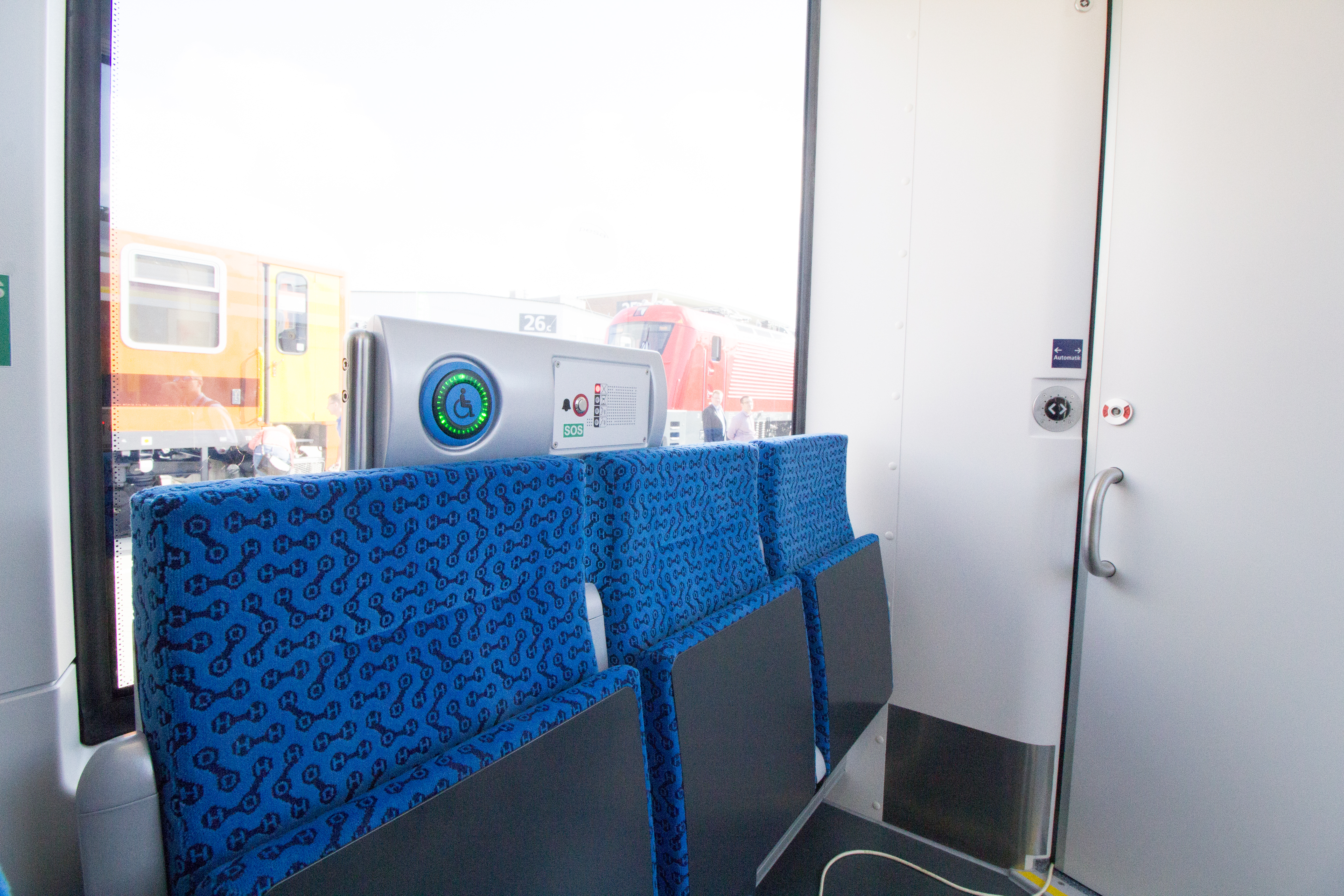
Vue intérieure, côté.
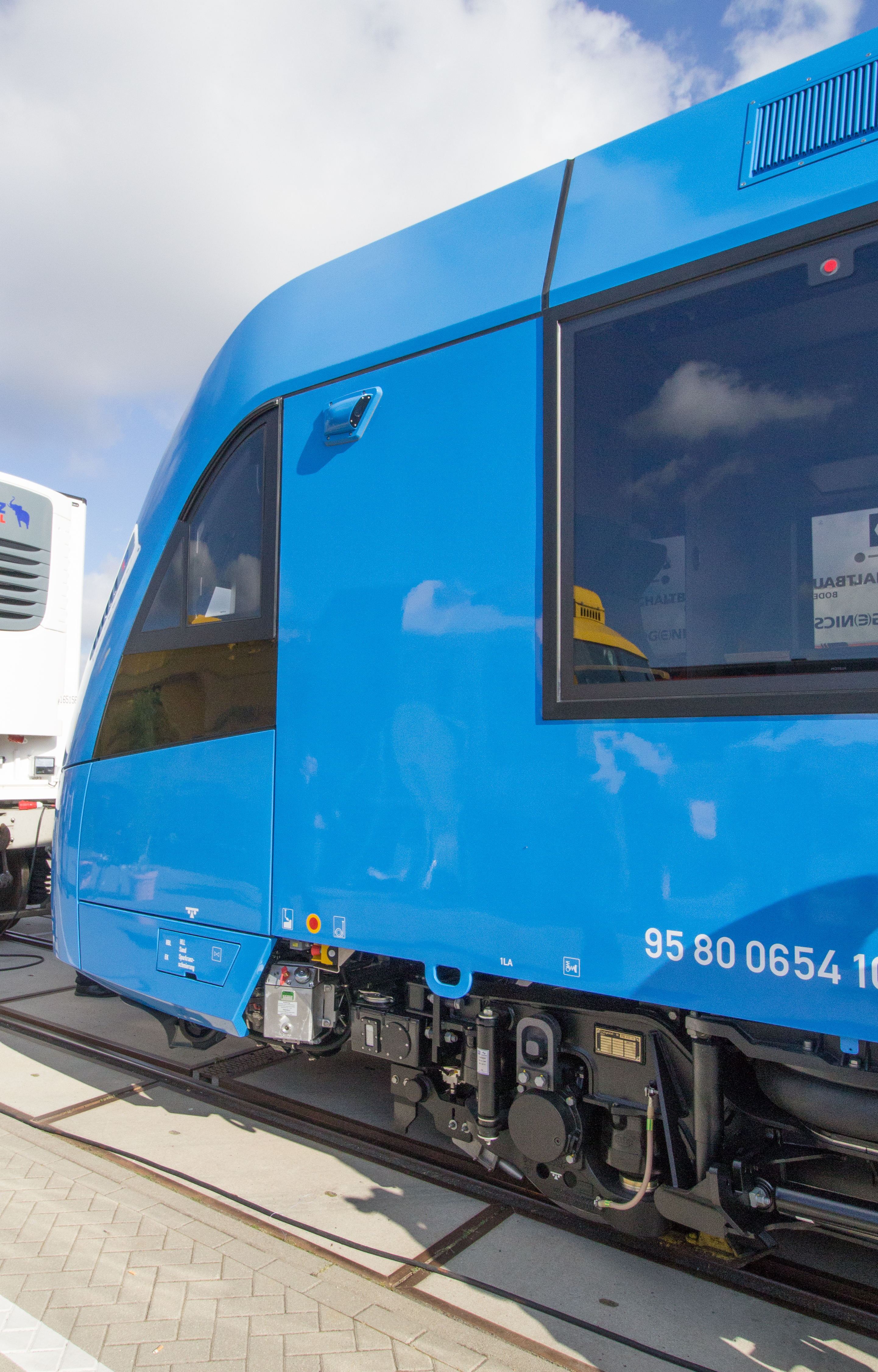
Vue extérieure, de 3/4.
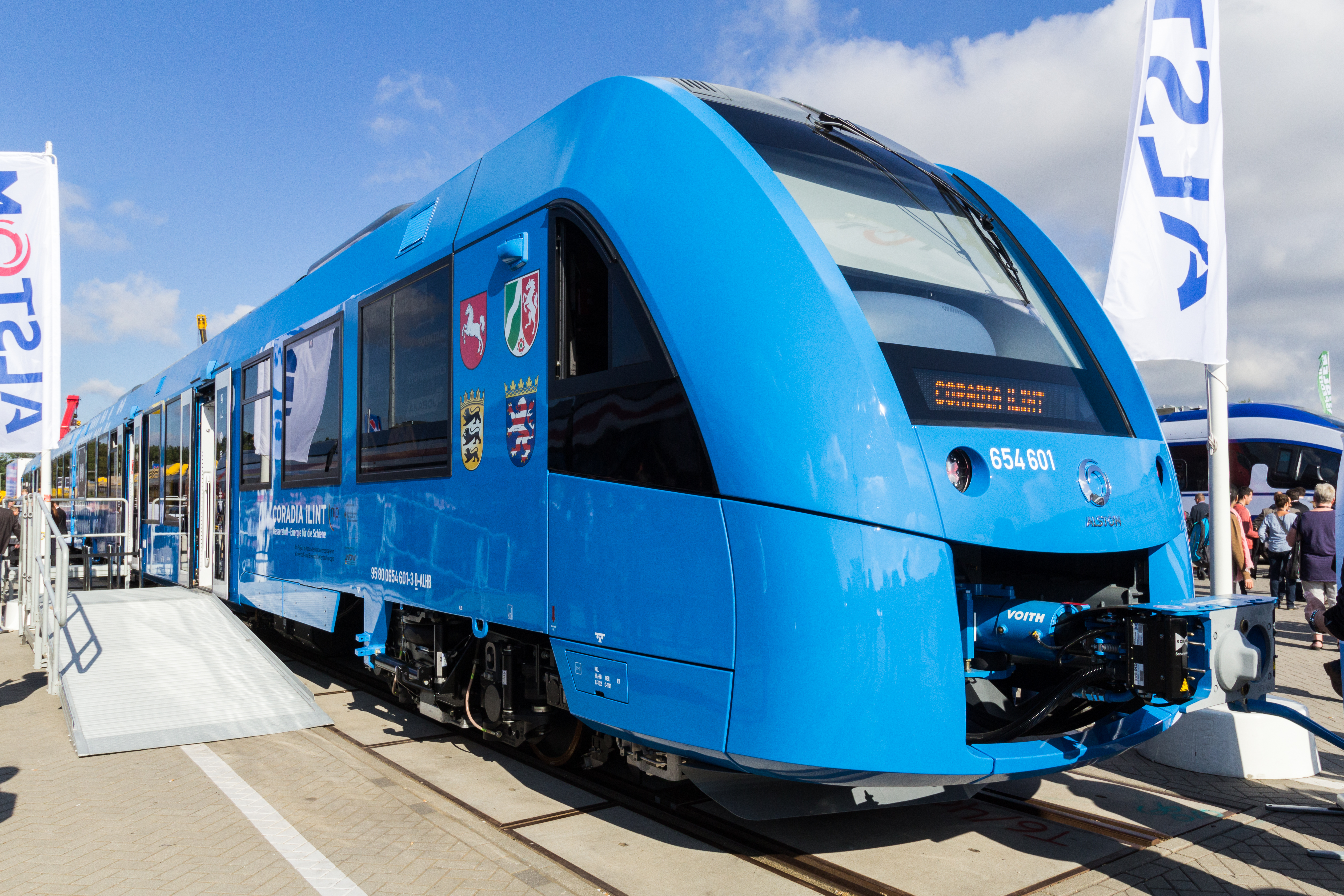
Vue extérieure, de 3/4.
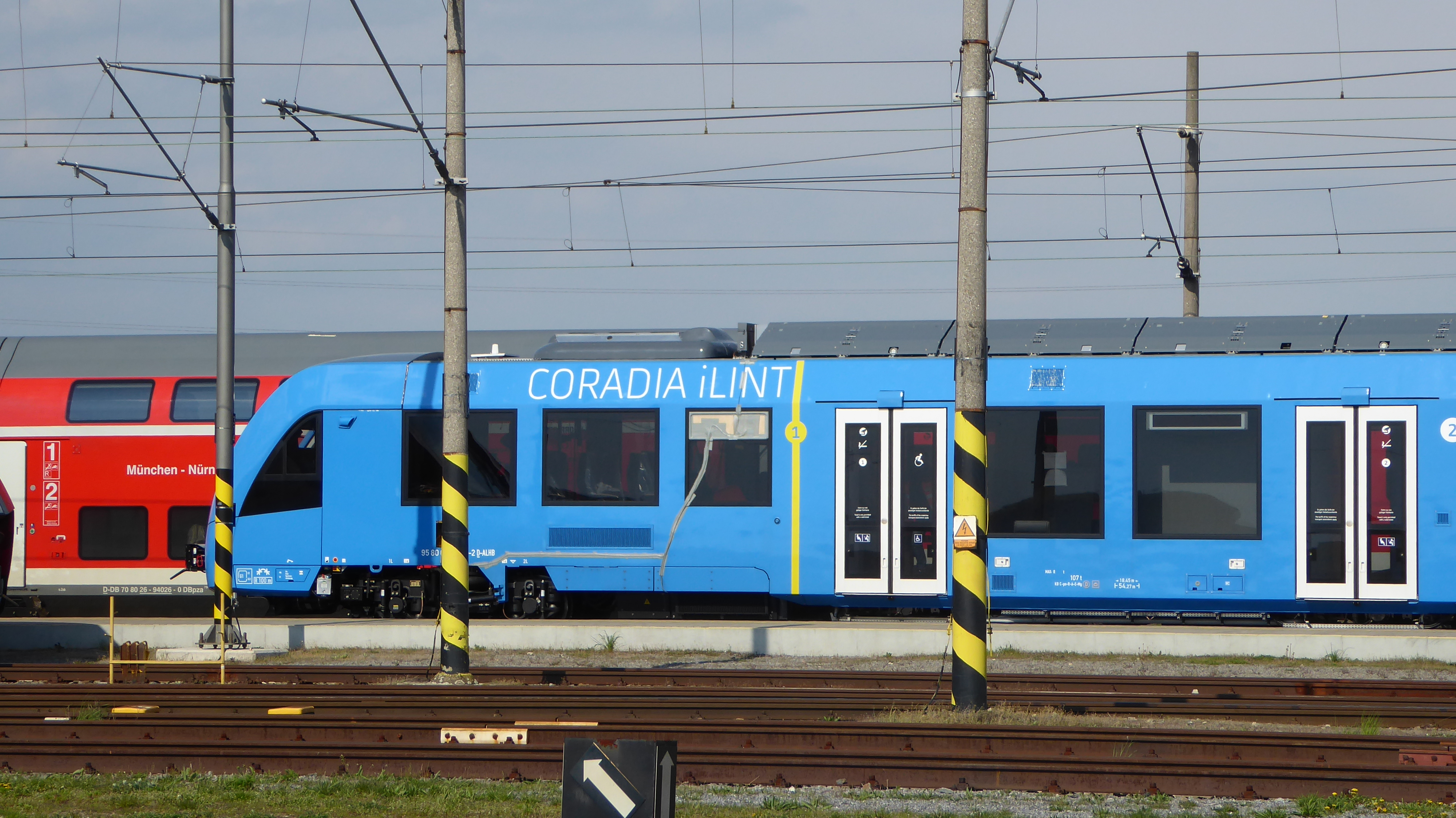
Vue de profil.

### Allemagne
Les lettres d’intention des Länder de Basse-Saxe, Rhénanie-du-Nord-Westphalie, Bade-Würtemberg, et de l’Autorité des transports publics de Hesse datent de 2014 en exploitation.
Le 9 novembre 2017, en Allemagne, la société des transports régionaux de Basse-Saxe (Landesnahverkehrsgesellschaft Niedersachsen ou LNVG) signe un contrat avec Alstom pour l'achat de 14 autorails iLint. Ce contrat prévoit la maintenance de ces véhicules à Bremervörde et la livraison d'hydrogène pour trente ans par Linde. Ils seront construits sur le site de Salzgitter. Ces trains devront avoir une autonomie de 1 000 km pour une vitesse de pointe de 140 km/h. Il s'agit de la première commande en série pour des autorails fonctionnant à l'hydrogène. La société des transports de Basse-Saxe a été aidée par l'état fédéral a hauteur de 84 millions d'euros dans le cadre du programme d'innovation pour les technologies de l'hydrogène et des piles à combustible (NIP2),.
Le train est inauguré le 16 septembre 2018 et son premier trajet commercial est effectué le lendemain.
Après une expérimentation en conditions réelles durant deux ans avec deux rames de présérie, Alstom lance « en grand » son nouveau modèle de train régional à hydrogène en Basse-Saxe : 14 trains vont progressivement remplacer, à compter du 24 août 2022, 15 locomotives diesel sur la centaine de kilomètres de la ligne reliant les villes de Cuxhaven, Bremerhaven, Bremervörde et Buxtehud. La Basse-Saxe et la région de Francfort ont déjà commandé 41 rames de ce train régional Coradia iLint. Son rival local Siemens a dévoilé en mai 2022 avec la Deutsche Bahn son propre modèle, le Mireo Plus H, qui fera à son tour ses essais dans le Bade-Wurtemberg en 2023, avant ses débuts commerciaux promis en 2024. Le gouvernement fédéral contribue pour 8,4 millions € aux coûts des rames et pour 4,3 millions € aux coûts de la station de rechargement.
Un an plus tard, à l'été 2023, la région de Basse-Saxe annonce sa décision de commander 102 nouvelles rames hybrides (batteries électriques et diesel) « moins chères à exploiter ». Les trains à hydrogène existants continueront à rouler, mais pour les autres lignes les études ont montré qu'il était plus judicieux de remplacer les trains diesel par des trains à batterie. S'avérant trop couteux, le train à hydrogène ne roule qu'entre trois villes dans le Land de Basse Saxe. Le matériel souffre encore d'immaturité technologique.
L'opérateur RMV de la région de Hesse, qui avait commandé 27 rames Coradia iLint en 2022, a subi des déboires techniques récurrents, aggravés par des pénuries de pièces de rechange. Il annonce en décembre 2024 qu'il va sortir de sa flotte 18 rames à hydrogène dès janvier 2025 pour les remplacer par des trains diesel, loués jusqu'à la fin 2025 aux frais d'Alstom, qui équipera la flotte de Coradia iLint d'une nouvelle génération de piles à combustible. Siemens met en service mi-décembre 2024 sept trains Mireo à piles à combustible au nord de Berlin et remplacera des trains diesel pendant deux ans et demi sur certaines lignes de Bavière par les nouveaux Mireo Plus H.

### Italie
Le 4 juin 2020, Alstom signe avec le groupe gazier italien Snam, plus grand groupe européen de gazoducs, un accord sur cinq ans pour développer des trains à hydrogène en Italie ; des tests de faisabilité seront effectués à l'automne 2020 pour construire les trains ainsi que des infrastructures associées d'ici au début 2021 ; Alstom fabriquera les trains et assurera leur maintenance, et Snam construira les infrastructures de production et transport du gaz.
En juillet 2023, Stadler Rail et les sociétés italiennes Azienda Regionale Sarda Trasporti (ARST) et Ferrovie della Calabria (FdC) ont signé un contrat pour la fourniture de 25 trains à hydrogène pour voies étroites (950 mm). D'une longueur de 50 mètres, ces rames offrent 155 places passagers et sont accessibles aux personnes à mobilité réduite.

### France
Le 29 août 2019 Guillaume Pepy, président de la SNCF, a annoncé la signature proche, avec Alstom, d'un contrat pour une quinzaine de trains à hydrogène (en fait : « bimode électrique/hydrogène ») pour 6 régions volontaires avec l’aide de l'État. Ces TER pourraient circuler vers l'automne 2021, mais notent certains observateurs en France la production d'hydrogène est encore très carbonée (vaporeformage de combustibles fossiles essentiellement).
Pour relancer le fret ferroviaire en France, Alstom propose en 2020 de mettre au point une locomotive à hydrogène à conduite automatique. Nestlé Waters France utilisera le premier train de fret alimenté à l’hydrogène en 2025 pour transporter son eau minérale depuis son usine des Vosges vers ses centres de distribution.
En mars 2021, la Bourgogne-Franche-Comté est la première région française à annoncer son intention de commander des trains régionaux à hydrogène : trois TER Coradia d'Alstom représentant un investissement de 51,9 millions € qui seront livrés à partir de 2023 pour une mise en exploitation commerciale un an et demi plus tard, une fois les essais de ligne validés.
Cette intention fait partie du mandat que quatre régions françaises — Bourgogne-Franche-Comté, Grand Est, Occitanie et Auvergne-Rhône-Alpes — ont passé avec la SNCF pour une commande globale de douze à 14 trains régionaux à hydrogène bimodes, trois par région. Ces trains à hydrogène bimodes sont capables de circuler également sur des lignes électriques avec caténaires et sont composés de quatre voitures embarquant jusqu’à 218 passagers, à 160 km/h, avec une autonomie de 400 à 600 km. L'ensemble des douze trains coûte 190 millions €. Ces trains doivent desservir en 2023 la ligne Laroche-Migennes-Auxerre de l'Yonne, et la ligne Montréjeau-Bagnères-de-Luchon en Haute-Garonne.
Le 17 mars 2021, Jean-Pierre Farandou (président de la SNCF) a annoncé qu'une quinzaine de trains à hydrogène circuleront sur la ligne Caen-Alençon-Le Mans-Tours, actuellement exploitée par des trains Diesel (X 72500 et XGC) dans les 5 années à venir.
Après bien des hésitations, la SNCF officialise en avril 2021 sa commande à Alstom d'un lot de 14 rames (dont deux options), alimentées à pile à combustible, pour près de 200 millions d'euros, qui seront affectées à quatre régions (Auvergne-Rhône-Alpes, Bourgogne-Franche-Comté, Grand Est et Occitanie). Leur mise en service commercial est prévue en 2025. Ces rames sont facturées plus de 17 millions d'euros pièce alors qu'un train régional électrique classique coûte de 5 à 6 millions l'unité. Ces trains bénéficient d’une autonomie pouvant aller jusqu’à 600 km sur les portions de lignes non électrifiées sans aucune émission de CO2 directe.
La région Bourgogne-Franche-Comté, a commandé 3 rames Régiolis d'Alstom à quatre caisse bi-mode (électrique/batterie), qui seront testés en 2022 ou 2023 sur les lignes entre Laroche-Migennes et Auxerre puis Avallon ou Clamecy, puis entreront en service commercial en 2024 ou 2025.
La région Centre-Val-de-Loire va tester un train à hydrogène Coradia iLint d'Alstom, qui circulera dès septembre 2021 sur la ligne non électrifiée Joué-lès-Tours à Châteauroux sur la portion entre Tours et Loches,.
Plus de 1 200 trains diesel devront être remplacés dans les quinze ans qui viennent (2021-2036) en France avec des solutions zéro émission : soit des trains à batteries, soit à hydrogène. Les premières commandes françaises (avril 2021) sont très différentes des trains légers iLint commandés en Allemagne et en Italie : ils sont plus lourds, plus longs (4 voitures au lieu de deux) et bi-mode, capables de fonctionner soit avec une pile à combustible, soit avec l'électricité de la caténaire sur certaines portions de voie. Ils seront mis en service en 2025. Alstom admet un surcoût de 30 à 40 % en défaveur de l'hydrogène, mais estime qu'un équilibre va se trouver, rappelant que les rames diesel coûtent très cher en maintenance.

### Production
Assemblés sur le site alsacien de Reichshoffen (Bas-Rhin), les futurs TER hydrogène (Alstom Coradia iLint) sont dotés de bogies fabriqués sur le site du Creusot (Saône-et-Loire), de moteurs conçus à Ornans (Doubs) et d'une chaîne de traction hydrogène développée à Tarbes (Hautes-Pyrénées). L'hydrogène sera produit dans une station construite à Auxerre par Hynamics, filiale d'EDF, qui entrera en service à l'automne 2021.

## Technologie
L’hydrogène est un élément chimique commun et facile à trouver : par exemple l'eau, qui est formée de deux atomes d’hydrogène associée à un atome d'oxygène), peut être hydrolysée en oxygène et en hydrogène via différents moyens dont le reformage à la vapeur (impliquant habituellement l'utilisation de combustibles fossiles) ou l'électrolyse (qui nécessite de grandes quantités d'électricité).
Il a été proposé de produire en continu de l'hydrogène pour alimenter des trains à hydrogène (hydrails) dans des gares (ou des centres de maintenance), rien que grâce à un approvisionnement constant en électricité et en eau. L’hydrogène serait ensuite pompé par le train et stocké dans des réservoirs sous pression.
Si l’installation est en excédent elle peut alimenter le réseau de gaz ou compresser l’hydrogène excédentaire pour d’autres usages.
Une fois isolé, l'hydrogène peut être utilisé de deux manières : 
1. Utilisation directe comme carburant gazeux[11].
2. Utilisation dans une pile à combustible : Ce dispositif convertit l'énergie chimique contenue dans l'hydrogène pour générer de l'électricité, de l'eau et de la chaleur[11] . Son rendement (proche de 30 %) est à peu près équivalent à celui des moteurs diesel contemporains, mais moindre que celui la traction électrique conventionnelle utilisant des câbles caténaires aériens[11]. 
Plus légère et de plus en plus performante, cette solution a accru la viabilité des véhicules fonctionnant à l'hydrogène. Mais la durée de vie de la pile est encore trop brève pour des trains à grande vitesse ou roulant sur de grandes distances (hormis comme source auxiliaire d’électricité). La technologie progresse néanmoins rapidement : ainsi l’entreprise Hydrogenics proposait en 2001 une pile à combustible de 25 kW pesait 290 kg pour une efficacité comprise entre 38 et 45 % (de rendement). En 2017 ses piles à combustible étaient plus puissantes et plus compactes (72 kg, avec un rendement de 48 à 55 %, soit une densité d'énergie multipliée par 5 environ)[11]. À ce jour la propulsion à hydrogène semble moins intéressante pour les locomotives de fret ou les trains à grande vitesse, et plus attrayante pour les applications de faible puissance (locomotives de manœuvre et petites unités[11]. Cependant le fait qu’il devient plus facile et rentable de produire de l’hydrogène avec le vent ou le soleil, et le fait que sa combustion n’émet que de la vapeur d’eau pourrait stimuler cette solution dans le secteur du rail[11]. La pile à combustible pourrait donc rapidement devenir l’une des techniques clés de la propulsion à l'hydrogène.

## Coûts et disponibilités de l’hydrogène
À partir de janvier 2017, la production d'hydrogène dans le monde a significativement augmenté, de même que sa disponibilité, augmentant son attrait. Produite par électrolyse, elle coûte encore à peu près le même prix que le gaz naturel mais près du double du fioul (alors moins taxé que l’essence) ; contrairement au moteur diesel utilisant le fioul, la propulsion à l'hydrogène ne produit aucune émission (hormis de la vapeur d'eau). 
En outre de l’hydrogène peut être produit à moindre coût aux heures creuses ou lors de surproduction électrique par des énergies intermittentes. Cela sera probablement l'une des pratiques les plus économiques à l’avenir.
La revue spécialisée The Railway Engineer a postulé que la prédominance croissante de l’énergie éolienne conduira à des excédents d’énergie électrique la nuit (ou en période venteuse et ensoleillée) ; excédent facilement converti en stocks d’hydrogène alors produit à coût raisonnable (par électrolyse) ; selon Alstom, un parc éolien de 10 MW peut produire 2,5 t d'hydrogène/jour (de quoi alimenter 14 trains de type iLint circulant sur 600 km/jour).
Si ce carburant doit être fortement développé, il nécessite cependant encore un réseau de distribution performant (qui implique d'importants investissements). Pour ce qui concerne les besoins des trains, l'hydrogène comprimé peut aussi être transporté par rail, et éventuellement desservir des péniches ou des camions sur des plateformes multimodales.

### Questions de sécurité
La molécule d'hydrogène, très petite, rend le risque de fuite plus élevé qu'avec les hydrocarbures.
L’hydrogène gazeux est en outre très inflammable et l'énergie requise pour l'enflammer est 10 fois moindre que celle nécessaire pour le gaz naturel. Il nécessite donc des systèmes sécurisés de transports, remplissage de réservoir, etc. Mais en cas de fuite accidentelle, parce que très léger, il se diffuse rapidement dans l'atmosphère et risque moins de former des poches explosives. Enfin, en cas de feu ou explosion, il ne dégage pas de fumées toxiques, au contraire des feux d'hydrocarbures.

## Perspectives et délais de transition
Le journal Railway Technology note que dans le passé l’industrie ferroviaire a été lente à adopter les nouvelles technologies, et que ses perspectives sont habituellement plutôt conservatrices. Mais il considère que des tests réussis à grande échelle par un utilisateur précoce (pouvant être par exemple l’Allemagne, qui s’est lancée en 2018) pourrait faire surmonter les réticences et le traditionalisme des institutions ferroviaires.
Le « repowering » des locomotives (passage du diesel à l’hydrogène) présente l’avantage d'alléger les motrices et de les rendre non-polluantes tout au long de la voie ferrée. C’est aussi un moyen de diminuer la consommation globale d’énergie du train par rapport à la traction conventionnelle a conclu une étude faite par un consortium réunissant Hitachi-Rail Europe, l'Université de Birmingham et Fuel Cell Systems Ltd. (ex : jusqu’à 52 % d’économies sur la ligne Norwich - Sheringham au Royaume-Uni d’après une simulation).
Des innovations technologiques sont attendues dans ce domaine ; par exemple en 2013 a été mis en place le 1er système industriel capable de coupler dans une même unité la production par électrolyse et le stockage d'hydrogène solide (par McPhy Energy)

### liens externes
- EU FP 6 HyRail Project (en)
- Hydrail.org Appalachian State University (en)